# Résolution 1688 du Conseil de sécurité des Nations unies
La résolution 1688 du Conseil de sécurité des Nations unies est une résolution adoptée à l'unanimité le 16 juin 2006 par les Nations unies, après avoir rappelé toutes les résolutions précédentes sur la situation au Liberia, en Sierra Leone et en Afrique de l'Ouest, y compris les résolutions 1470 (2003), 1508 (2003), 1537 (2004) et 1638 (2005), le Conseil a approuvé le transfert de l'ancien président libérien Charles Taylor au Tribunal spécial pour la Sierra Leone qui a été transféré à La Haye aux Pays-Bas, en raison de problèmes de sécurité.
Les Pays-Bas ont accepté d'accueillir le procès uniquement si Charles Taylor était emprisonné dans un pays tiers.

## Résolution

### Observations
Dans le préambule de la résolution, le Conseil a rappelé la création du Tribunal spécial par la résolution 1315 (2000) et qu'il peut se réunir hors de son siège si nécessaire. En outre, le Conseil a exprimé sa volonté de mettre fin à l'impunité, d'établir l'état de droit, de promouvoir les droits de l'homme et de maintenir la paix et la sécurité internationales. Il a également apprécié que la Présidente libérienne Ellen Johnson-Sirleaf et le Président nigérian Olusegun Obasanjo aient respectivement demandé et facilité le transfert de Charles Taylor au Tribunal spécial.
Entre-temps, le Conseil de sécurité a reconnu que les procédures devant le Tribunal spécial contribueraient à la vérité et à la réconciliation au Libéria et dans la sous-région, et à l'état de droit en Sierra Leone. Il a noté que le procès ne pouvait pas avoir lieu dans la capitale sierra-léonaise de Freetown pour des raisons de sécurité, ni au Tribunal pénal international pour le Rwanda car il était engagé dans d'autres tâches, et qu'aucun autre tribunal n'existait en Afrique. La résolution a déterminé que la présence continue de Charles Taylor en Afrique de l'Ouest constituait une menace pour la paix et la sécurité dans la région .

### Actes
En vertu du Chapitre VII de la Charte des Nations unies, le Conseil a noté qu'une chambre de première instance serait établie aux Pays-Bas pour exercer ses fonctions en dehors du siège du Tribunal spécial. Il s'est félicité de la décision du gouvernement néerlandais d'accueillir le procès et de l'intention de la Cour pénale internationale d'utiliser ses locaux pour détenir et juger Charles Taylor. Dans ce contexte, la coopération de tous les États était nécessaire et le Secrétaire général Kofi Annan devait aider aux arrangements.
Entre-temps, le Tribunal spécial a été prié de rendre la procédure accessible au public par liaison vidéo, car il s'est vu attribuer une compétence exclusive sur Charles Taylor pendant la détention et le procès. Le gouvernement néerlandais devait faciliter le procès en :
1. Permettant la détention et le procès de Charles Taylor ;
2. Faciliter le transport de Charles Taylor pendant son séjour aux Pays-Bas ;
3. Permettant la comparution de témoins, d'experts et d'autres personnes au procès de la même manière qu'au Tribunal pénal international pour l'ex-Yougoslavie.

La résolution a exempté Charles Taylor des dispositions de la résolution 1521 (2003) aux fins de voyage à l'intérieur des Pays-Bas et a noté que les coûts devaient être supportés par le Tribunal spécial qui était financé par les contributions des États.